# Марія Домбровська
Марія Домбро́вська (пол. Maria Dąbrowska, уроджена Марія Шум́ська — пол. Maria Szumska; 6 жовтня 1889, Русово Калиського повіту — 19 травня 1965, Варшава) — польська письменниця, авторка новел та романів, драматург, публіцистка і літературний критик лауреатка Державної премії Польської Народної республіки (1955).

## Біографія
Народилась у незаможній шляхетній родині. Батьки — Юзеф Шумський та Людомира Гальчинська. Попри фінансову зубожілість родини, Марія здобула гарну освіту: у 1907—1914 рр. навчалась у Лозанському та Брюссельському університетах. Вивчала економіку, природничі науки та соціологію.
Першим чоловіком Марії став Маріан Домбровський — публіцист та діяч польського соціалістичного руху, близький до Юзефа Пілсудського. Після смерті чоловіка у 1925 році супутником життя письменниці став Станіслав Стемповський. Вони обидвоє з приязню ставилися до України та до українського визвольного руху, Домбровська розуміла українську мову. Родина приятелювала із Євгеном Маланюком. Після смерті Стемповського в 1952 році Домбровська вступила в стосунки з Анною Ковальською, авторкою роману «Сафона» (1959), з якою познайомилася під час війни та прожила з нею до смерті.
Певний час письменниця працювала в Міністерстві сільського господарства. Займалась публіцистикою. У 1957 році стала почесним доктором Варшавського університету. Почесний громадянин Калиша.
Похована на варшавському кладовищі Повонзкі.

## Творчість
Перші збірки оповідань Марії Домбровської — «Діти вітчизни» («Dzieci ojczyzny», 1921), «Гілка черешні» («Gałąź czereśni», 1922) — носили виховний та патріотичний характер. Далі з'явились поетичні новели книги «Посмішка дитинства» («Uśmiech dzieciństwa», 1923), призначені для дітей. Дітям письменниця присвятила також збірки «Дружба» («Przyjaźń», 1927), «Марцин Козера» («Marcin Kozera», 1927), «Чисті серця» («Czyste serca», 1938).
Найкращі оповідання Домбровської увійшли до збірок «Люди звідти» («Ludzie stamtąd», 1925) і «Ознаки життя» («Znaki życia», 1938).
Найбільший твір письменниці — тетралогія «Ночі й дні» («Noce i dnie»; 1932—1934), до якої увійшли романи «Богуміл і Барбара», «У вічній тривозі», «Кохання», «Вітер в обличчя». Мемуари також проливають світло на ненормативний бісексуальний спосіб життя авторки.
Домбровська — автор історичних драм «Геній-сирота» («Geniusz sierocy», 1939, опублікована у 1957), «Станіслав і Богуміл» («Stanisław i Bogumił», 1945, опублікована у 1947).
У перекладах Марії Домбровської вийшли твори англійської, данської, російської (А. П. Чехова) літератури. В літературно-критичних і публіцистичних статтях Домбровської розглядались особистість і творчість Болеслава Пруса, Станіслава Пшибишевського, Л. М. Толстого, М. В. Гоголя, Джозефа Конрада.
У 1966 році польський режисер Кшиштоф Зануссі випустив документальний фільм про Марію Домбровську.